# A Tempestade (Tchaikovski)
A Tempestade (em russo: Bуря, translit. Buria), op. 18, é um poema sinfônico em fá menor composto por Piotr Ilitch Tchaikovski em 1873. Ele estreou em dezembro de 1873, conduzido por Nikolai Rubinstein.

## Histórico
Ele é baseado na peça A Tempestade, de William Shakespeare. Semelhante em estrutura à mais famosa abertura de fantasia de Tchaikovski, Romeu e Julieta, ele contém temas que retratam a quietude do navio no mar, a natureza grotesca de Caliban e o amor entre Ferdinand e Miranda. A música de amor é particularmente forte, sendo uma reminiscência da música de amor de Romeu e Julieta.   
Trechos da partitura foram usados no balé de 2005, Anna Karenina, coreografado por Boris Eifman . 
O trabalho não se relaciona com a poesia sinfônica de Tchaikovsky, A Trovoada, op. 76, escrita em 1864. 

## Instrumentação
Piccolo, 2 flautas, 2 oboés, 2 clarinetes (B ♭), 2 fagotes + 4 trompas (F), 2 trompetes (F), 3 trombones, tuba + timbales, pratos, bumbo + violinos I, violinos II, violas, violoncelos, contrabaixos 